# 債権譲渡登記制度
債権譲渡登記制度（さいけんじょうととうきせいど）とは、法人がする債権譲渡等を公示するために記録される日本の登記の一種。動産譲渡登記と並び、動産及び債権の譲渡の対抗要件に関する民法の特例等に関する法律に基づいて実施される登記制度である。本来は不動産とは異なり民法上の登記の対象とはならないものに関して例外的に設けられた制度である。
なお、債権に対する質権設定登記も動産及び債権の譲渡の対抗要件に関する民法の特例等に関する法律に基づいて実施される登記制度であり、債権譲渡登記の規定が準用されているため、こちらで併せて記載する。

## 概要
民法上の原則では債権譲渡に関する第三者対抗要件を具備するためには、対象債権の債務者に対する確定日付のある証書による通知又は承諾が必要とされているところ、上記特例法に基づき、登記により債権譲渡を公示することで、大量の債権の一括譲渡などを容易にし、債権譲渡担保又は債権証券化などの場合に便宜となる。なお、債権譲渡登記そのものでは、当該債権譲渡に関する債務者対抗要件は具備されない。
債権譲渡登記については、東京法務局が日本全国の債権譲渡登記について一括して受理しているほか、電子申請の方法によることも可能とされている。かつては債権譲渡登記を行った事実については、原債権者の法人の商業登記簿謄本に記載されていたが、現在は別個の債権譲渡登記ファイルに記載されることとなっている。

## 登記申請
債権譲渡登記、質権設定登記、延長登記、抹消登記の4種類の登記があり、債権譲渡登記所において事務が行われている。東京法務局が指定されており、東京都中野区野方に所在する同局民事行政部債権登録課が債権譲渡登記所である。

## 債権譲渡登記の登記事項
譲渡人、譲受人、登記原因、登記原因日付、債権の総額、債権を特定する事項（原債権者、債務者、債権の種類、債権の発生年月日、契約年月日等）、登記の存続期間、登記番号、登記年月日時等

## 各種証明書
同制度では登記事項証明書、登記事項概要証明書、概要記録事項証明書の交付を請求することができる。登記事項証明書と登記事項概要証明書は債権譲渡登記所のみの取り扱いだが、概要記録事項証明書は全国の登記所（法務局、地方法務局、これらの支局、出張所）に交付請求できる、

## （債権）質権設定登記
動産及び債権の譲渡の対抗要件に関する民法の特例等に関する法律第14条で債権譲渡の登記制度を債権質に準用している。（１４条）。